# 彩虹之上

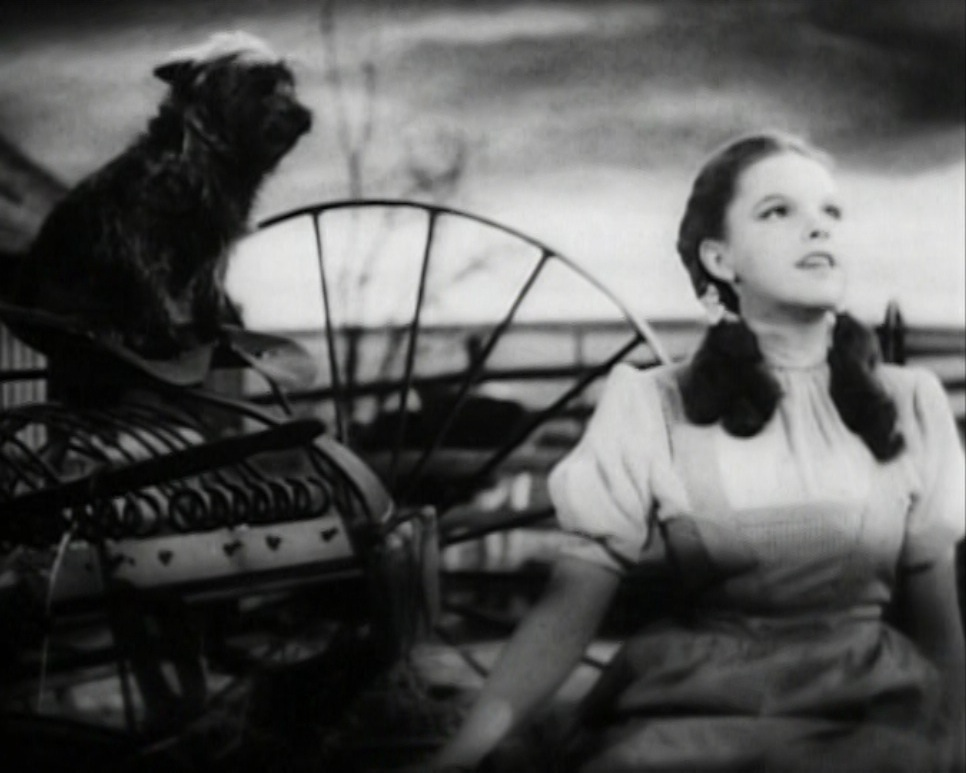
茱蒂·嘉兰《Over the Rainbow》專輯的封面

《Over the Rainbow》（或譯飛越彩虹，亦稱「Somewhere Over the Rainbow」）是一首1939年的電影音樂。由哈罗德·阿伦作曲、叶·哈伯格填詞，是1939年電影《綠野仙蹤》內的一首歌曲。由飾演戲中主角桃樂絲·蓋爾（Dorothy Gale）的女影星茱蒂·嘉兰演繹。此歌曲榮獲當年的奧斯卡最佳歌曲獎，並成為茱蒂·嘉兰歌手生涯的代表作。
歌曲的旋律簡單，略顯哀傷；歌詞通俗易懂，表達一名10多歲的小女孩渴望逃脫世界「絕望的混亂」，從雨點的悲傷中走向嶄新的世界——
「彩虹的彼端」。
此曲被美國唱片業協會和國家藝術基金會和學院出版公司共同編制的美國世紀之歌100首世紀之歌榜單之首。也讓美國電影學院選為美國世紀百大電影歌曲之首。2017年3月茱蒂·嘉蘭所唱的原曲，也受美國國會圖書館（國家錄音登記處）選為歷史文化藝術的記錄保存，二次大戰時亦被遠征歐洲的美國士兵用作懷緬祖國的歌曲。此曲后來漸漸成為一首最經典的美國傳統民謠，也被列為流行歌曲標準，1955年阿特·塔圖姆（Art Tatum）後來有改編此曲演奏成爵士樂標準，並被后世眾多歌手，以不同的方式進行演繹。